# دانشکده فنی و حرفه‌ای شهید چمران (کرمان)
دانشکده ملی مهارت شهید چمران، یکی از مراکز آموزش عالی دولتی کرمان و با بیش از ۴۲ سال قدمت یکی از آن مراکز آموزش عالی کشور است. این دانشکده که وابسته به دانشگاه ملی مهارت و زیر نظر وزارت علوم، تحقیقات و فناوری است، در مقاطع دانشگاهی کاردانی پیوسته و کارشناسی ناپیوسته از طریق کنکور سراسری دانشجو می‌پذیرد.
مهندس علیرضا افضلی پور به      همراه همسرش فاخره صبا تصمصم گرفت تا ثروت خود را صرف تأسیس یک دانشگاه نماید. پس از انجام مطالعات گسترده و بازدید از اکثر دانشگاه‌های ایران، و برخی دانشگاه‌های اروپا، شهر کرمان را برای دانشگاه خود برگزید. پس از آن که ۵۰۰ هکتار زمین در ۴ دی ۱۳۵۳ به بنای دانشگاه اختصاص داده شد، عملیات تأسیس دانشگاه با کمک مالی ۶۰ میلیون تومانی وی در آن زمان آغاز شد. دانشگاه به صورت رسمی در ۲۴ شهریور ۱۳۶۴ با حضور خود وی گشایش یافت. وی همچنین به بنای دانشگاه علوم پزشکی کرمان نیز کمک فراوان نمود و دانشکدهٔ پزشکی این دانشگاه اکنون «دانشکدهٔ پزشکی مهندس افضلی‌پور» نامیده می‌شود. همچنین یک بیمارستان ۳۵۰ تخت‌خوابی آموزشی درمانی نیز به نام وی در کرمان موجود می‌باشد.
و این دانشگاه در نزدیکی دانشگاه علوم پزشکی کرمان‌ در هفت باغ علوی میباشد
دوره کاردانی:دانشجویان از طریق کنکور سراسری پذیرفته شده و پس از گذراندن حدود هشتاد واحد درسی موفق به اخذ مدرک کاردان فنی (تکنسین) یا کاردان معلم فنی می‌شوند.
دوره‌های کارشناسی ناپیوسته: دانشجویان این دوره از میان فارغ التحصیلان دوره‌های کاردانی که درکنکور سراسری موفقیت کسب نموده‌اند بوده و پس از گذراندن حدود هشتاد واحد درسی موفق به اخذ مدرک کارشناسی یا مهندسی تکنولوژی می‌شوند.
این دانشکده در حال حاضر با حدود ۱۹۰۰۰ دانشجو یکی از مراکز فعال کشور است که در شانزده رشته کاردانی و سه رشته کارشناسی به شرح زیر از طریق کنکور سراسری دانشجو پذیرفته‌است.
رشته‌هایی که در این دانشکده تدریس می‌شوند (۱۵ رشته) عبارت‌اند از:
- کاردانی و کارشناسی تربیت بدنی
- انستیتو برق: شامل رشته‌های برق قدرت (الکتروتکنیک) - الکترونیک
- انستیتو مکانیک: شامل رشته‌های ماشین ابزار - صنایع اتومبیل - تأسیسات حرارتی
- انستیتو خدمات: شامل حسابداری بازرگانی وامور اداری
- انستیتو ساختمان: شامل رشته‌های کارهای عمومی ساختمان - عمران روستایی - زیر سازی راه
- مرکز تربیت معلم: شامل رشته‌های قدرت - الکترونیک - ساختمان - تأسیسات - صنایع اتومبیل و ماشین ابزار
- کارشناسی تربیت دبیر: شامل رشته‌های قدرت - الکترونیک - ساختمان - صنایع اتومبیل

و رشته‌های دیگر.

## تاریخچه تأسیس
- سال ۱۳۴۸: تأسیس انستیتو اقبال
- سال ۱۳۵۲: تأسیس دو مرکز آموزش عالی انستیتو دادبین و انستیتو خدمات
- سال ۱۳۶۱: تأسیس مرکز تربیت معلم
- سال ۱۳۶۲: ادغام چهار مرکز فوق و تأسیس مرکز آموزش عالی فنی و مهندسی شهید چمران کرمان
- سال ۱۳۹۰: جدا شدن از وزارت آموزش و پرورش و پیوستن به وزارت وزارت علوم، تحقیقات و فناوری

## اعتبار سالیانه
اعتبار سالانه این دانشکده زیر نظر دانشگاه فنی و حرفه‌ای است که به صورت هیئت امنایی و با توجه به فضا، تعداد دانشجو و امکانات در اختیار مراکز این دانشگاه در سطح استان قرار می‌گیرد.

## دانشجویان، آمار قبولی در مقاطع بالاتر
تعداد دانشجویان این دانشکده بیش از ۱۱هزار نفراست. لازم است ذکر شود که در مقطع کاردانی روزانه ۴۳۲، در مقطع کاردانی شبانه ۴۸۰ و در مقطع کارشناسی ناپیوسته نیز ۳۷۰ نفر افزایش میزان پذیرش را در سال تحصیلی جاری داشته‌است.
همچنین از مجموع دانشجویان این دانشکده در سال گذشته ۶۰ درصد از دانشجویان کاردانی در مقطع کارشناسی ناپیوسته و ۴۵ درصد از دانشجویان کارشناسی نیز در مقطع کارشناسی ارشد پذیرفته شده‌اند.
این دانشکده هم‌اکنون با ۱۲ رشته کاردانی از جمله امور اداری، تربیت بدنی، حسابداری، کامپیوتر، برق، نقشه‌کشی صنعتی، معماری، ساخت و تولید، تأسیسات، الکترونیک، مکانیک خودرو و ساختمان و نیز سه رشته کارشناسی ناپیوسته اعم از حسابداری، الکترونیک، و تربیت بدنی در حال فعالیت است.

## فضاهای آموزشی و رفاهی
ساختمان مرکزی به مساحت ۱۸ هکتار با زیر بنای ۴۰۰۰۰ متر مربع واقع در انتهای خیابان شهید مصطفی خمینی شامل:
- کلاسهای آموزشی
- لابراتوار زبان
- کارگاه‌های فنی
- آزمایشگاه‌ها(؟)
- ساختمان اداری
- مهمانسرا
- کتابخانه
- نمازخانه
- خدمات رفاهی(چی مثلا, ما که ندیدیم)
- بانک(خودپرداز داره بانکش کجا بود)
- آمفی تئاتر
- سایت کامپیوتر و اینترنت
- استخر شنا( فقط ساختمانش هست هیچی دیگه نداره)
- سالن ورزشی سرپوشیده (شامل سالن فوتسال، والیبال، بسکتبال، کشتی، ژیمناستیک و تنیس روی میز، کشتی و ژیمناستیک نداره)
- باشگاه بدن سازی(نداره)
- زمین چمن
- رستوران(همون سلف)
- فروشگاه می‌باشد.

- کلاسهای آموزشی(اصلا به کلاس ها نمیرسن)
- سالن اجتماعات
- آمفی تئاتر
- کتابخانه
- لابراتوار زبان می‌باشد.
- نظافت افتضاح دانشگاه
- صندلی های خراب بلوک ۲ و۳
- آب سرد کن فقط یکی در این دانشگاه موجود هست که اصلا آب سرد نمیکنه
- محوطه دانشگاه اصلا بهش نرسیدن و برخی سنگ فرش هاش کنده شدن

نمایی از کتابخانه مرکزی دانشکده.

## امکانات خوابگاهی
دانشکده دارای چهار مجتمع خوابگاهی در مجاورت دانشکده فنی می‌باشد که ۳ مجتمع آن در اختیار دانشجویان کاردانی و ۱ مجتمع در اختیار دانشجویان کارشناسی می‌باشد. مجموع ظرفیت خوابگاهی دانشکده در حدود ۱۵۰۰ نفر می‌باشد. هر مجتمع خوابگاهی شامل چندین سالن مطالعه، نمازخانه و سالن تلویزیون می‌باشد. همچنین مجتمع خوابگاهی شامل فروشگاه، پیرایش، درمانگاه، امکانات ورزشی و کافی نت است.
پیرایش ندارد،درمانگاه ندارد، یک ساختمان نو ساز هم هست که داخلیش بعد از چند سال تکمیل نشده فقط میخوان از بیرون که می‌بینید فکر کنید نو سازن خوابگاه ها

## افتخارات دانشکده
- کسب مقام اول چهارمین دوره مسابقات قهرمانی کشور کیوکوشین U.F.K.K در وزن۷۰ کیلوگرم توسط آقای بهنام مطلبی زاده-برای مشاهده مقام‌های کسب شده توسط دانشجویان دانشکدهhttps://kerman.tvu.ac.ir/ بایگانی‌شده  در ۱ دسامبر ۲۰۲۰ توسط Wayback Machine دانشکده فنی شهیدچمران کرمان نسخه 8.83 __ جمعه ۹ دی ۱۳۹۰]</ref>
- میزبانی مسابقات ورزشی دانشکده‌های فنی کشور، تابستان۸۷
- میزبانی همایش روز مهندسی، زمستان ۸۸
- نخستین همایش آسیب‌شناسی جامعه پیمانکاری استان کرمان، اسفند ۸۸
- انتخاب مهندس سلیمی (ریاست دانشکده) به عنوان مدیر نمونه استان کرمان در سال ۸۸
- میزبانی و کسب مقام قهرمانی مسابقات ورزشی دانشجویان استان کرمان، اردیبهشت ۸۹
- میزبانی بیست و سومین مسابقات علمی دانشجویان سراسر کشور-خرداد ۸۹
- برگزاری سمینار تخصصی جعبه ابزار فازی، پاییز۸۹
- برگزاری نخستین سمینار تخصصی منطق فازی در استان کرمان، ۸۹
- میزبانی سومین مسابقات سمپاد علمی-اسفند ۸۹

## مراکز آموزشی
- مرکز آموزش‌های فنی و حرفه‌ای (کارگاه و آزمایشگاه)
- مرکز آموزش‌های جوار دانشگاهی ASD (توسعه مهارت‌های پیشرفته)